# Tadeusz Novák

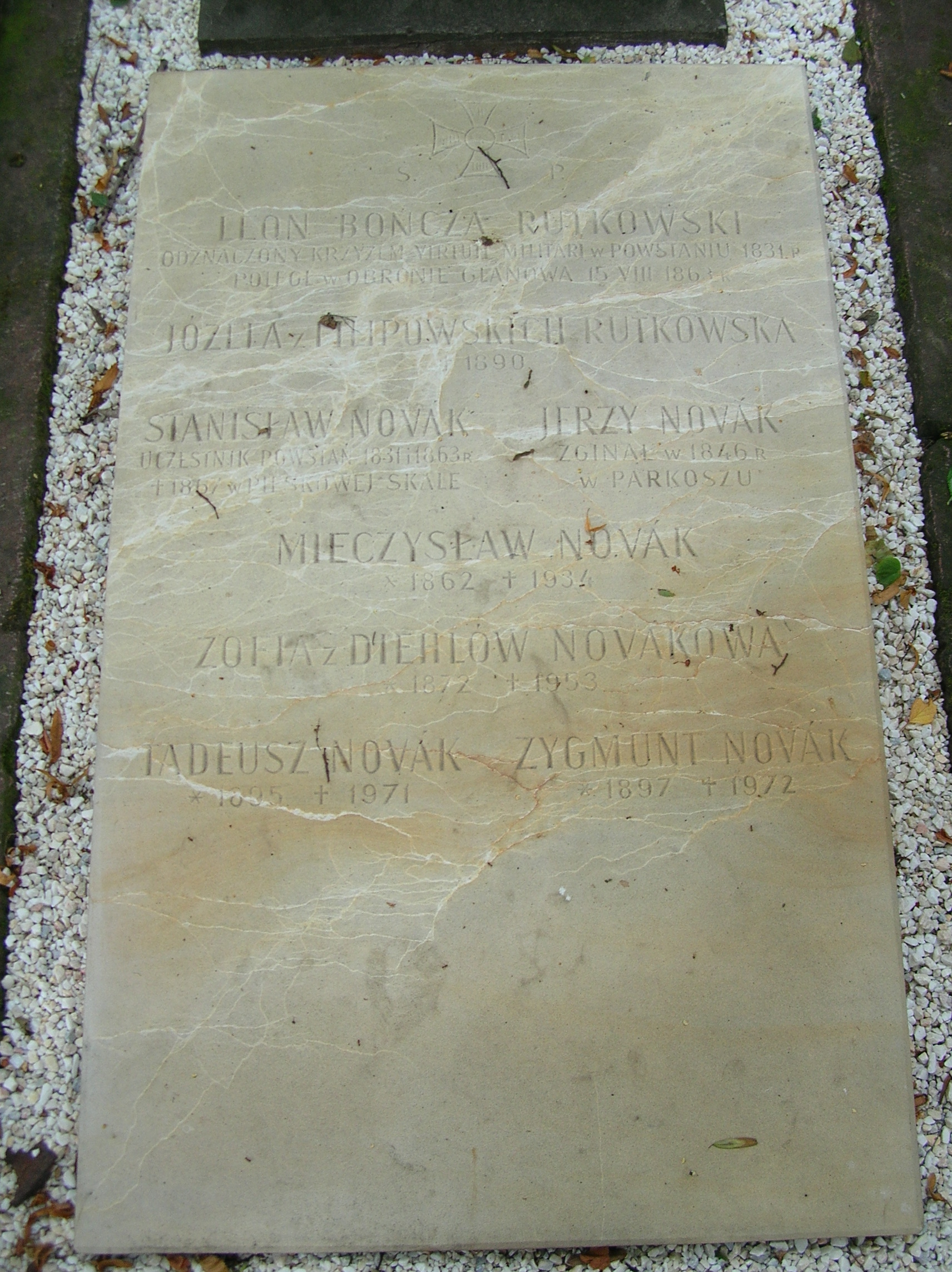
Nagrobek

Tadeusz Mieczysław Novák (ur. 25 kwietnia 1895 w Tarnawie pow. Olkusz, zm. 30 października 1971 w Glanowie pow. Olkusz) – poseł V kadencji Sejmu II RP. Starszy brat Zygmunta Nováka, architekta krajobrazu. Potomek szlacheckiej rodziny, która przeniosła się z Węgier do Polski pod koniec XVIII wieku. 
Po ukończeniu szkoły realnej w Krakowie w 1913, rozpoczął studia ma Politechnice Lwowskiej, przerwane przez I wojnę światową. Brał udział jako ochotnik w utworzonej w listopadzie 1918 Legii Akademickiej w obronie Lwowa. Studia kontynuował w Studium Rolniczym przy Uniwersytecie Jagiellońskim, które ukończył w 1921 jako inżynier rolnik. 
W latach 1921–1923 organizował i kierował gospodarstwem doświadczalnym UJ, w Mydlnikach k. Krakowa. Po objęciu majątku rodzinnego w Glanowie, specjalizował się w nasiennictwie i gospodarce leśnej. 
Od 1929 pełnił różne funkcje społeczne i polityczne, jak prezes Zarządu Powiatowego, prezes Zarządu Wojewódzkiego Okręgowego w Kielcach, radca Izby Rolniczej w Kielcach, prezes Rady Powiatowej w Olkuszu. Był wykładowcą w szkole rolniczej w Trzyciążu, której był współzałożycielem  oraz w szkole żeńskiej prowadzonej przez siostry Norbertanki w Imbramowicach.
W 1938 został wybrany posłem na Sejm V kadencji. Mandat uzyskał w okręgu wyborczym nr 26 (Zawiercie i Olkusz). Jako członek klubu OZN, pracował w 3 komisjach – komunikacyjnej, oświatowej i prawniczej. Po wybuchu II wojny światowej walczył w kampanii wrześniowej, po której wrócił do Glanowa, unikając niewoli czy aresztowania. Podczas okupacji w konspiracji, żołnierz Armii Krajowej (pseud. „Magnus”). W jego dworze ukrywali się Żydzi i wygnani z Pomorza Polacy. Po 1945 dwukrotnie aresztowany. W 1946–1948 pracował w Biurze Studiów Osadniczo-Przesiedleńczych w Krakowie. W latach 1956–1962 wykładowca kursów przysposobienia rolniczego w Imbramowicach.
Jest pochowany w rodzinnym grobowcu na starym cmentarzu w Imbramowicach.